# 推進運転

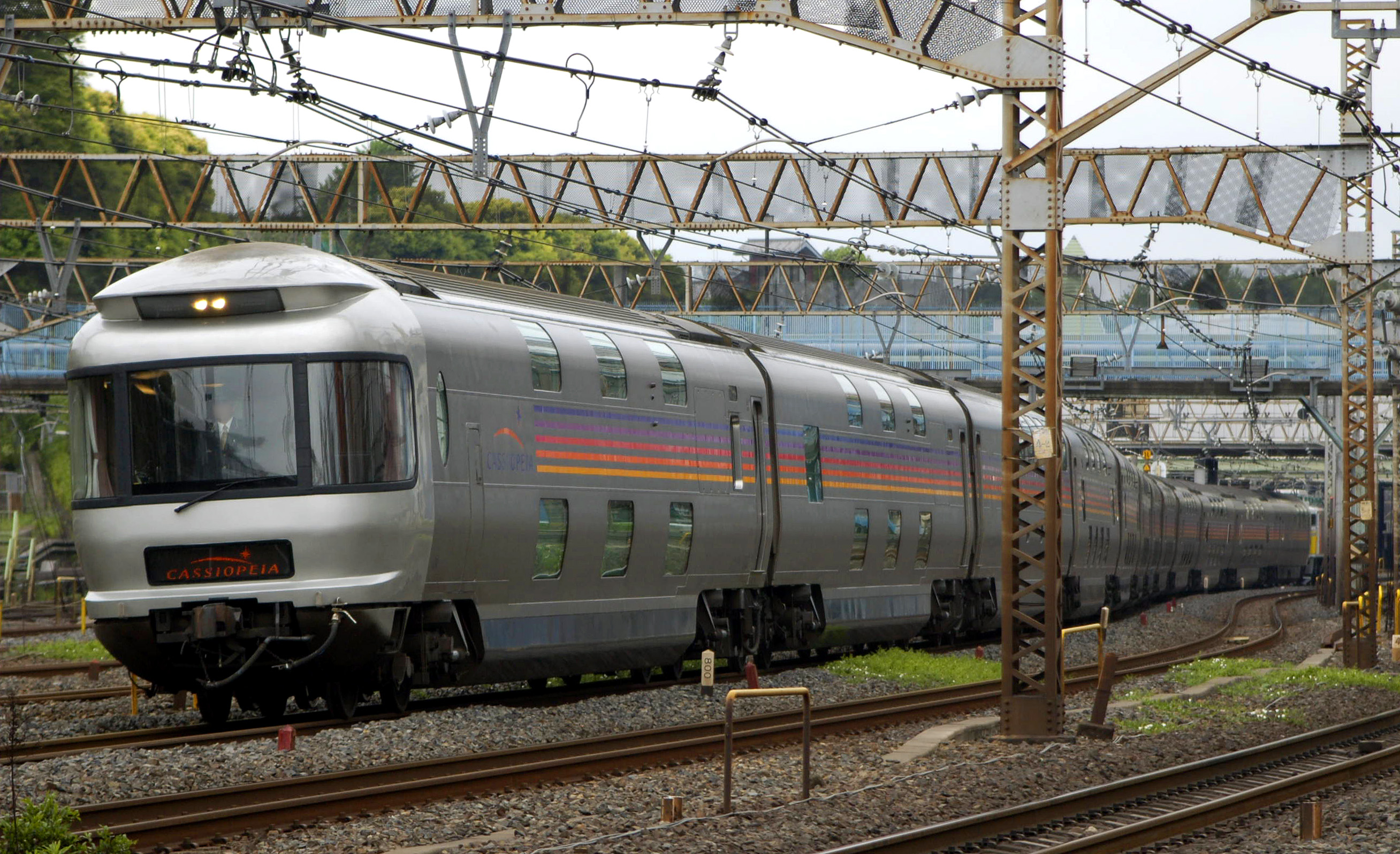
客車を先頭にして回送運転を行い、上野駅に向かうE26系客車。前照灯が点灯している。

推進運転（すいしんうんてん）とは、鉄道の列車において、動力車（機関車・気動車・電動車）が編成先頭に来ない運転（動力車が中間にあってこれより後方の車輛は牽引している場合も含む）、もしくは進行方向に対して後方に動力車が位置し、後方から列車を推進する形で運行する形態を言う。
また、転じて、列車の進行方向最前部車両の前頭以外で運転することを指す用語法もある。日本産業規格（JIS）においては、「列車の最前部以外に連結された動力車によって操縦する運転。」と定義されている。
なお、上記の「推進運転」と「退行（バック）運転」は本来は全く別であり、鉄道車両は前後に標識をつけて進行方向を示すが、「通常通りに前部標識側に進んだ後、何らかの理由でこれを直さずに後部標識側に進む」のが「退行運転」で推進運転をしているかどうかは無関係であり、一例にかつて碓氷峠（横川-軽井沢）ではどちらに行く場合でも麓の横川駅側に機関車を連結していたが、この時横川駅から発進して碓氷峠通過中（ここまでは推進運転）に故障を発見、直ちに横川駅に戻ることになった（退行運転開始）列車は横川駅側の先頭に機関車がいるため「推進運転ではない」が後部標識側に進んでいるので「退行運転をしている」ことになる。

## 推進運転をする理由
折り返し運転の都合上。
鉄道車両はレールを外れて動けない以上、往路で先頭に動力車を配置しても、そのままだと帰路では動力車が最後尾になる。土地に余裕があれば機回し線を設けて動力車を前側にもっていったり、別の動力車を側線に入れて置き交代させる、あるいはループやデルタ線で列車ごと向きを変えることも可能だが、これらが何らかの理由でできない場合は推進運転が行われる。
一例に嵯峨野観光鉄道嵯峨野観光線では始終端駅に機回し線が設けられていないため、機関車が最後尾となるトロッコ亀岡行きは推進運転となる。
急勾配を登る場合。
急勾配を登る場合は推進運転の方が有利なことも多いのでこれを使用する。
例としてワシントン山鉄道をはじめとする登山鉄道では、山麓側を機関車とする列車編成方法がしばしば見られる。大井川鐵道井川線では山頂側（機関車と反対側）に制御車が連結され、勾配を登る井川方面行き列車ではこの制御車から機関車を制御して推進運転が行われる。
なお、このような機関車と客車の制御車を先頭とした機回しをしない運転形態を一般的に「ペンデルツーク」と呼称する。「動力集中方式#プッシュプル方式」を参照。
救援列車・排雪列車を走行させる場合。
救援列車は緊急事態なので連結位置を限定すると間に合わなくなることもあるので推進運転をする必要もある、排雪列車は作業の都合上無動力の雪かき車が先頭に来ないといけないため推進運転で走行される。
煙害を避ける場合
ディーゼル機関車が普及する以前、トンネルの多い区間での煙害を避ける目的で、蒸気機関車を旅客列車の最後尾に配して推進運転が行われていた例がある（紀勢本線荷坂峠付近、土讃本線新改付近など）。

## 日本の事例

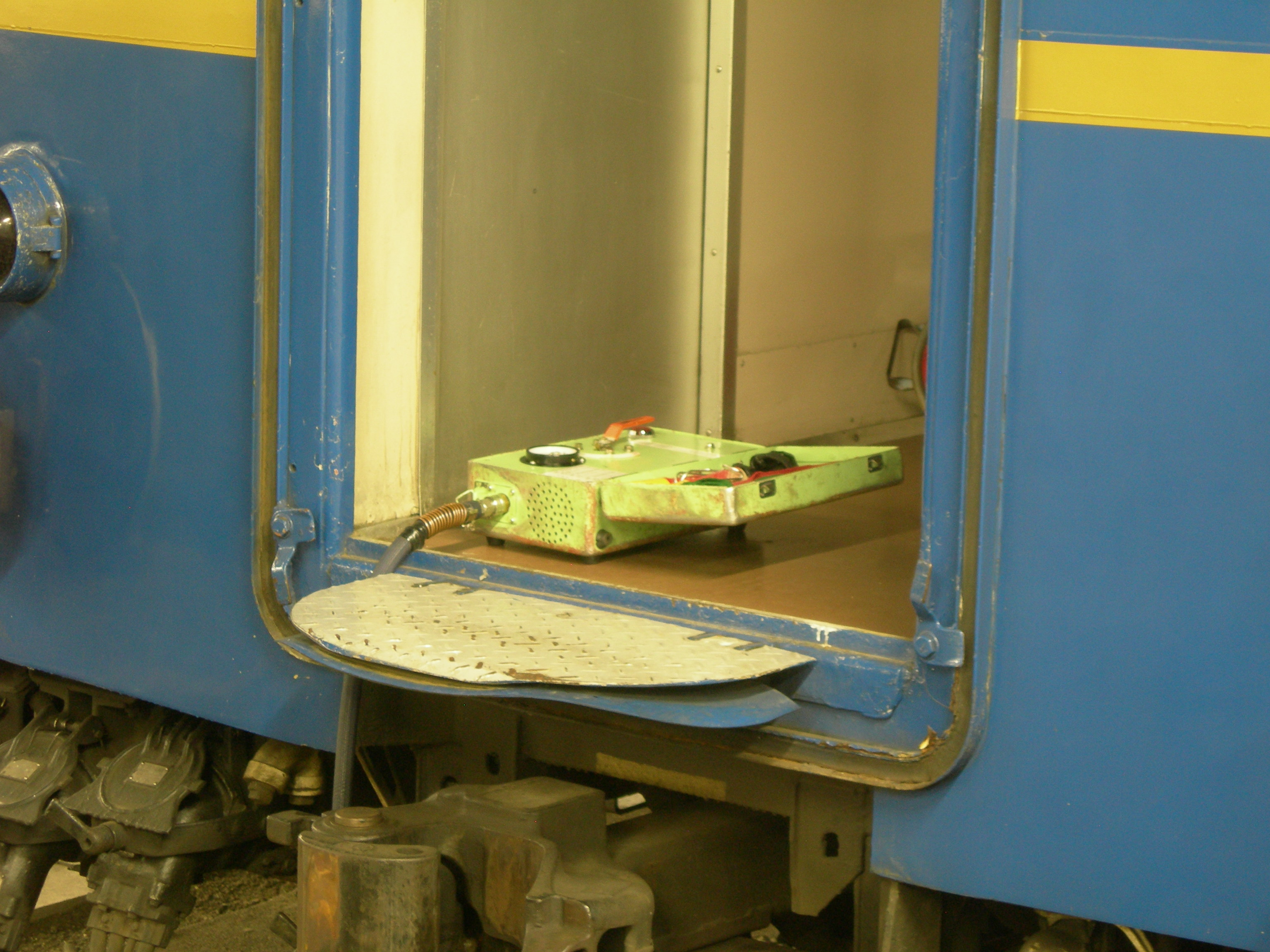
尾久車両センター所属の24系客車の先頭に設置された非常ブレーキ弁装置。

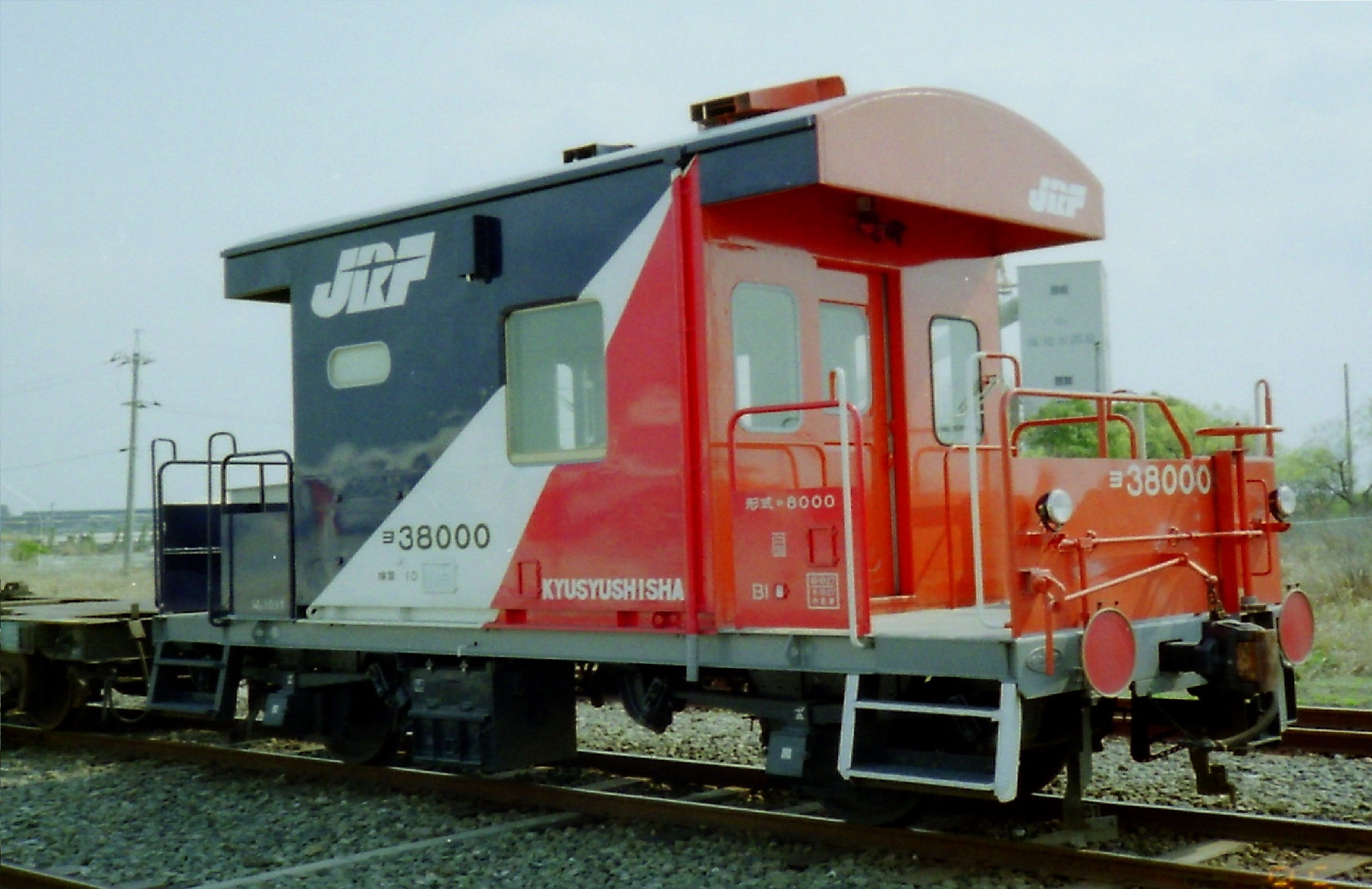
苅田港線推進運転用のヨ38000号

日本の場合、古くから推進運転は原則として禁じられ列車先頭に動力車が来なければいけないことになっていたが、例外規定がかなり多かったので総括制御が前提の動力分散式車輌が増えてからはむしろ推進運転をしない列車の方が少なくなっており、現行の鉄道に関する技術上の基準を定める省令（平成13年12月25日国土交通省令第151号）では、推進運転に関する記述は存在していない。原則禁止していた頃の例外規定は以下のようなものである。
推進運転を認めていた例外
- 総括制御法に基づき、列車の前部で操縦できる場合。
- 救援列車、排雪列車を運転する場合。（ここまでの2つは動力車の位置は自由）
- 10‰以上の急勾配がある区間を運転する場合。
- 列車や線路に故障を生じている場合。
- 橋梁などの関係で機関車を3両以上連続して連結できない場合。
- 工事列車を運転する場合。
- 停車場とその周辺の側線を運行する場合。
- 特殊な事情がある場合。（ここまでは列車の後方に動力車を連結が原則、特例で列車の編成中への連結が認められている。）

本来推進運転時には安全のため速度制限が掛けられるが、時代によって多少違うものの大正時代の時点ですでに総括制御で先頭で操縦している列車と排雪列車はこの規定外であり。また、総括制御できない場合でも最前部の車輛前頭に警笛と特殊な制動弁がある場合は速度制限が緩和される（通常：25km/h→警笛と特殊な制動弁あり：45km/h」）
このため東北本線の上野 - 尾久車両センター間で行われる推進運転（推進回送）や紀勢本線荷坂峠付近などの旅客列車の推進運転では、速度向上のため列車最前部にはこれらの装備品をつけ推進運転士が乗車していた。貨物列車にもこれら速度制限は適応されるため専用の前方監視用車両が用いられた例があり、塩釜線末端区間では控車に警笛・非常弁などを設けた車両が、苅田港線ではヨ8000にブレーキ弁設置その他所要の改造を施したヨ38000が用いられた。

### 現在の事例
2023年12月現在、動力分散式でない列車で通常時に推進運転を行っている事例は以下のとおり。
- 北海道旅客鉄道（JR北海道）
  - ノロッコ号で使用するオクハテ510に運転台を設置しており、客車が先頭になる行路ではDE10またはDE15を制御して運行する。
- 小湊鉄道
  - 「里山トロッコ」の上り列車ではクハ101からDB2を操作して運行する。
- 大井川鐵道
  - 井川線の下り列車ではクハ600からDD20を操作して運行する。
- 嵯峨野観光鉄道
  - 下り列車ではSK200からDE10を操作して運行する。

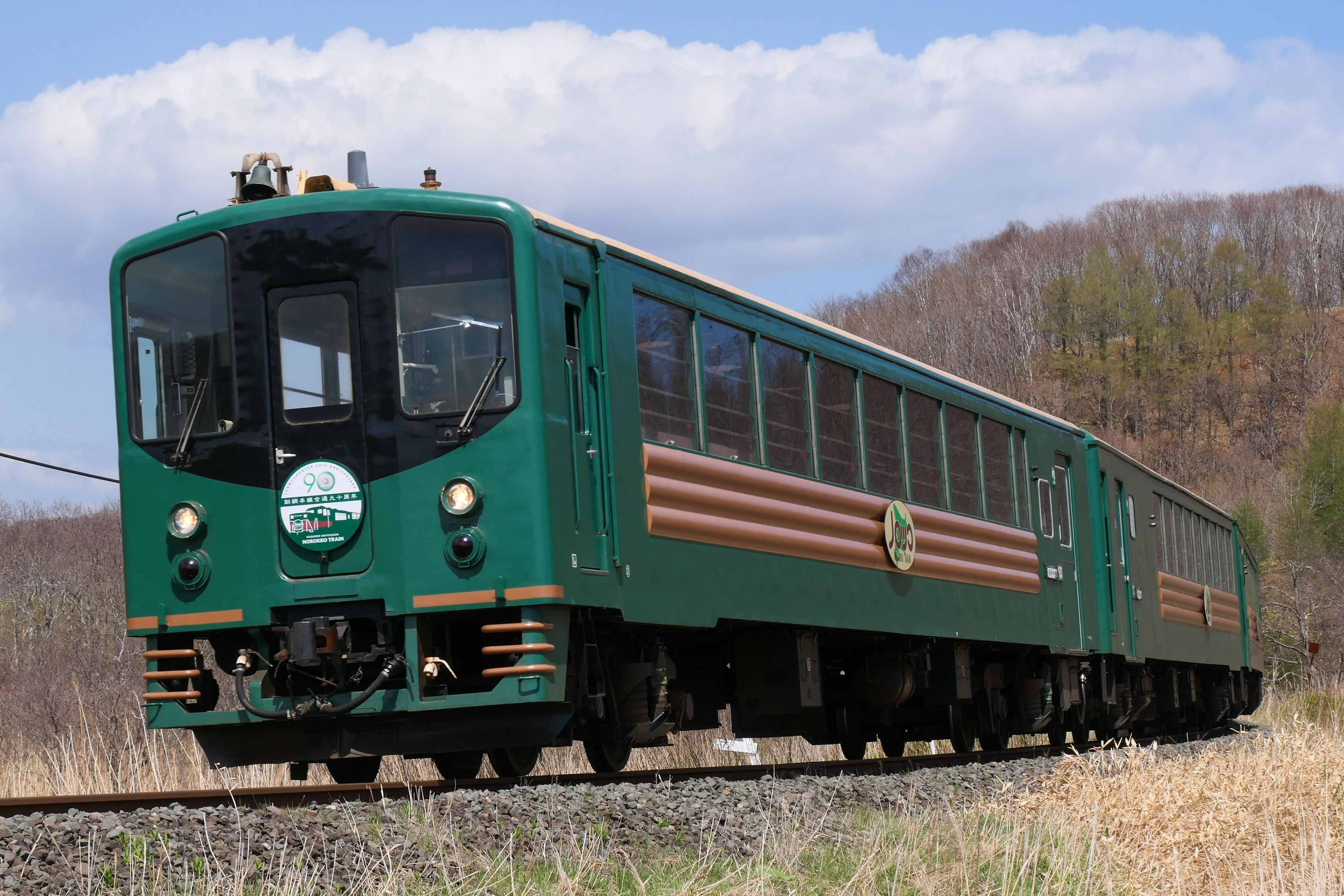
JR北海道オクハテ510形（1号）
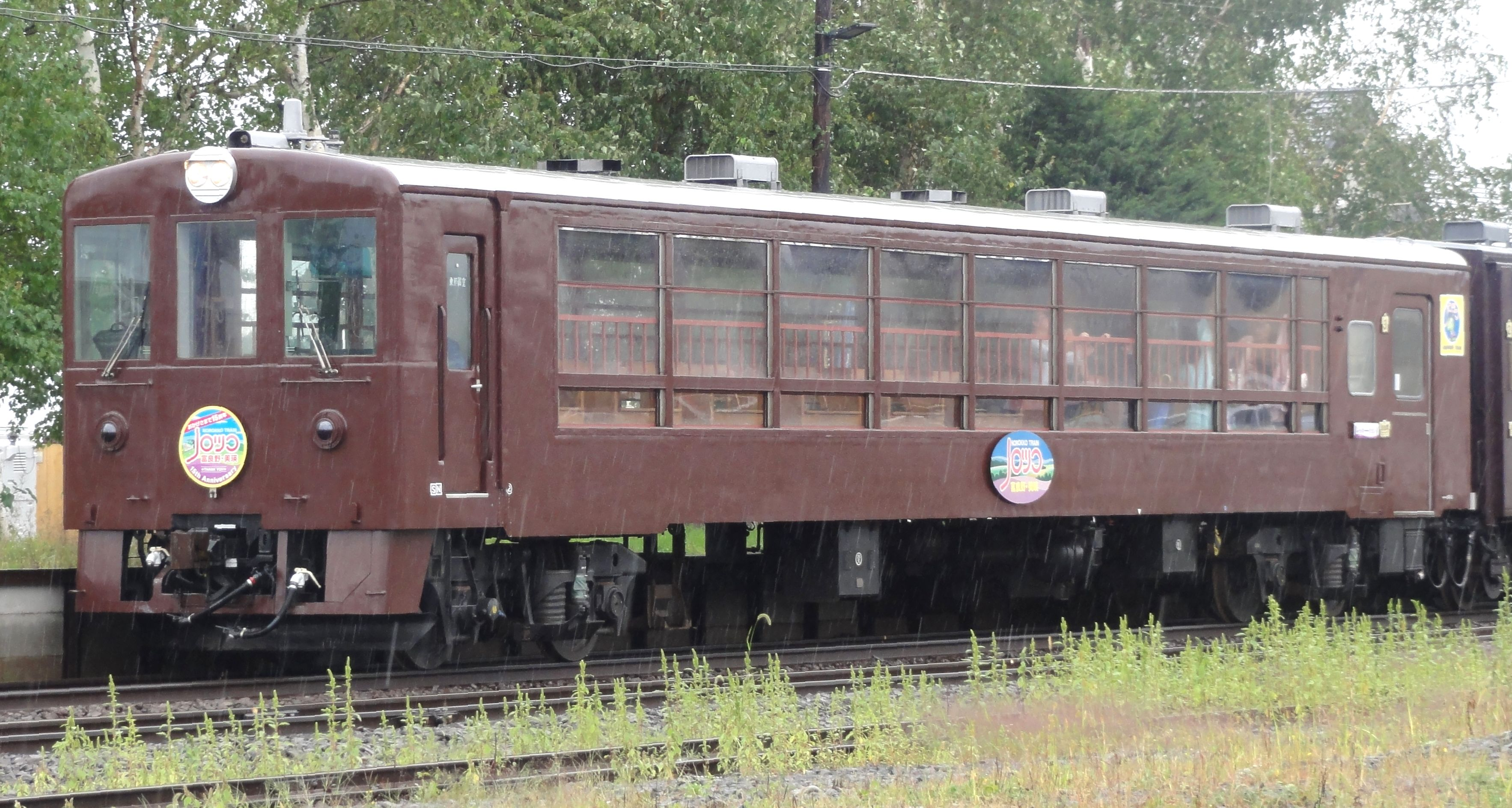
JR北海道オクハテ510形（2号）
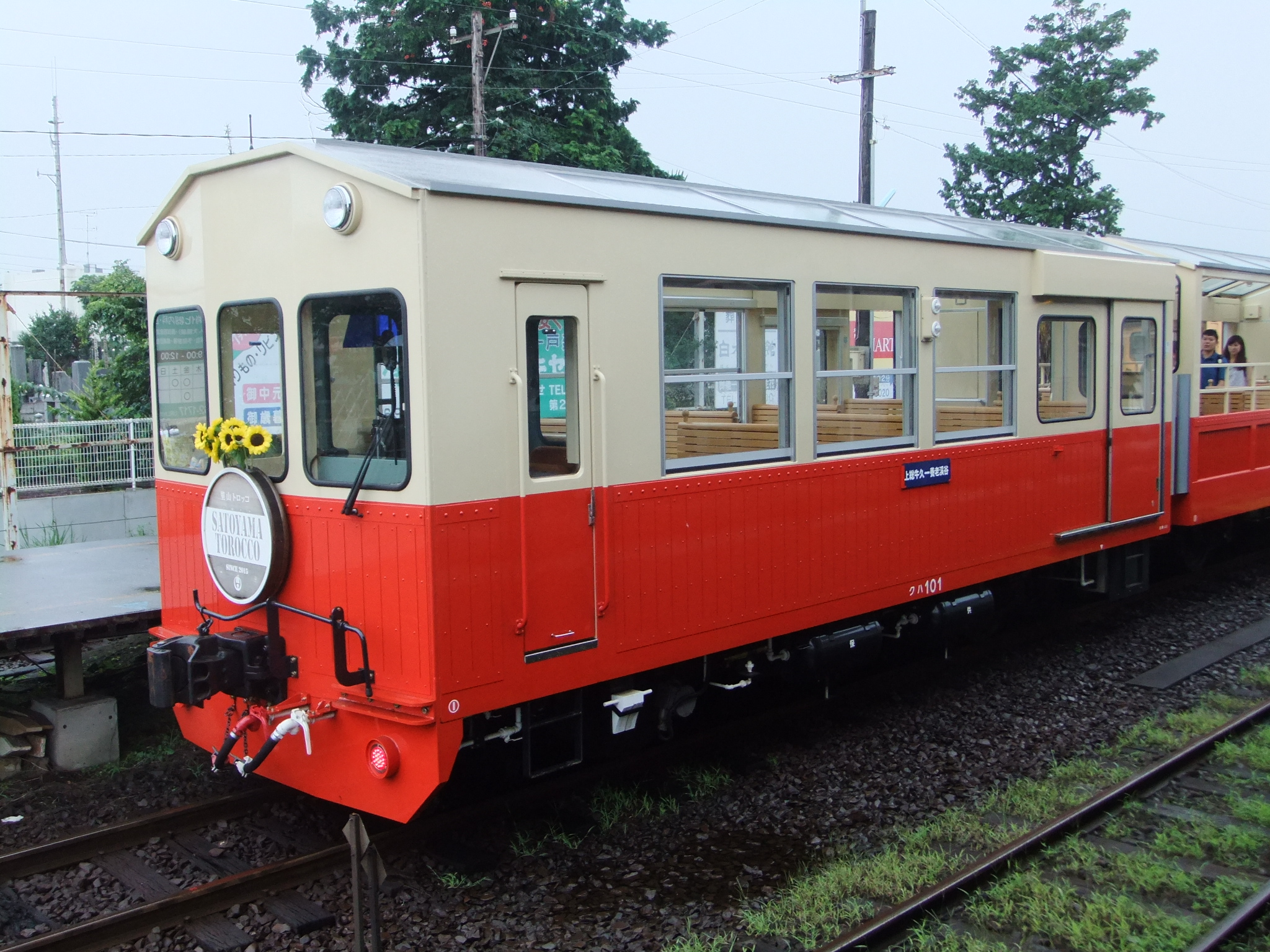
小湊鉄道クハ101形
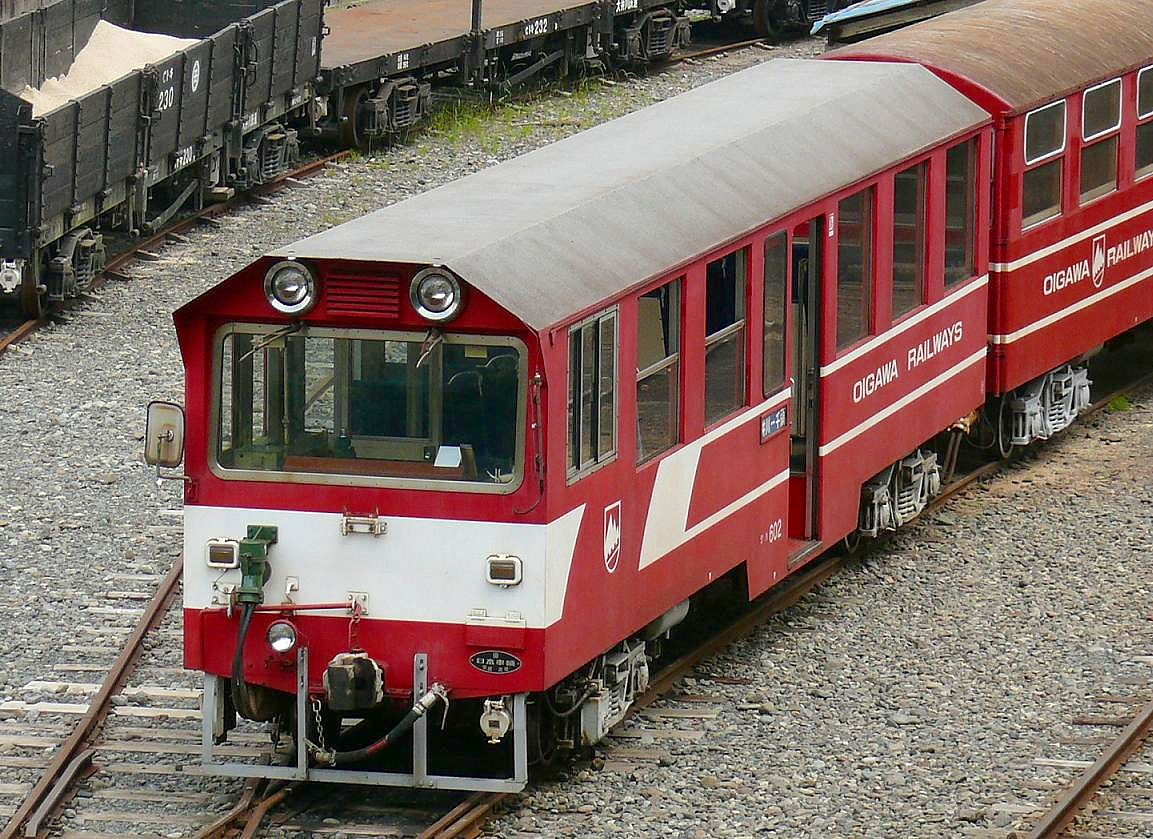
大井川鐵道クハ600形
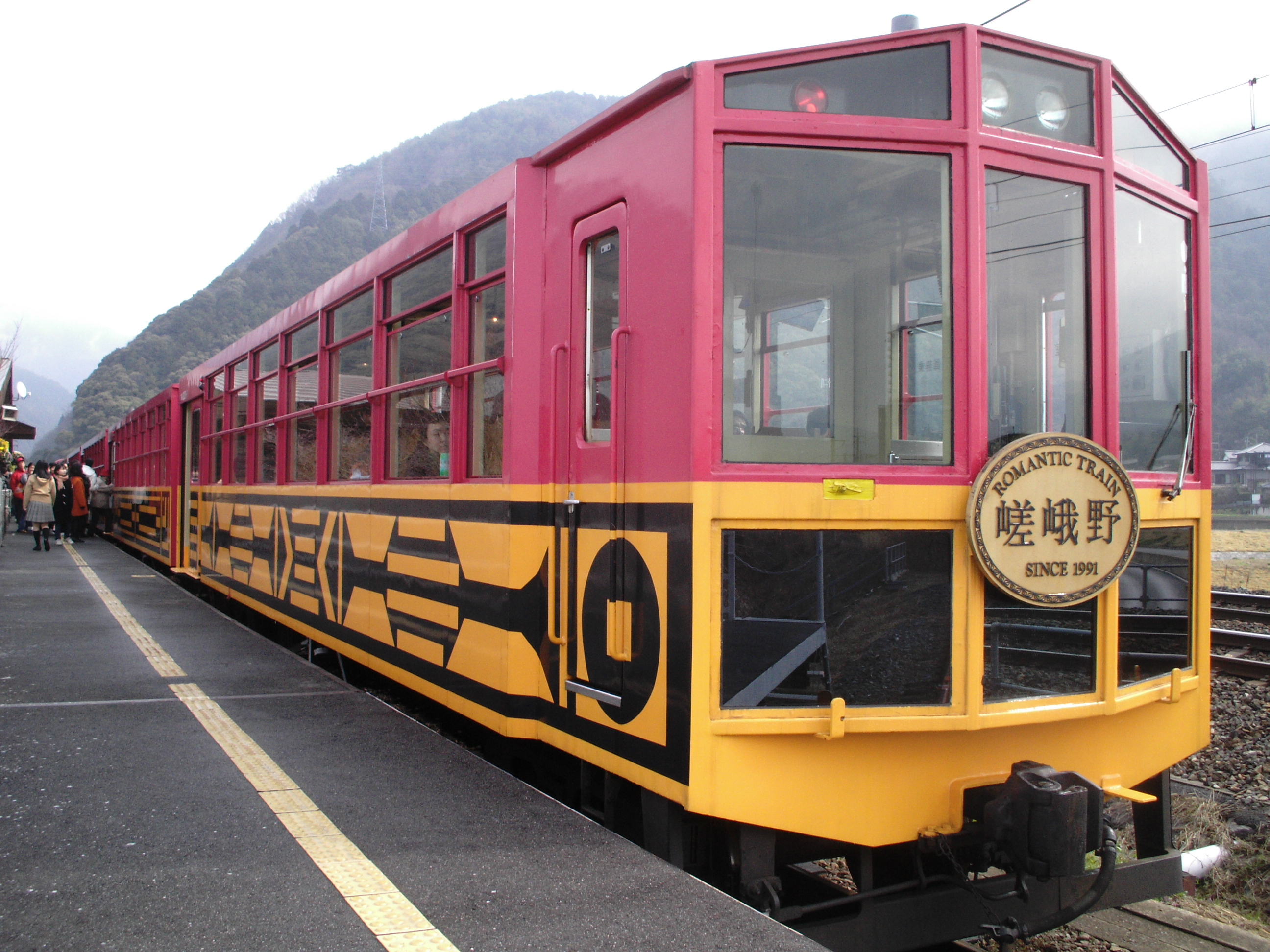
嵯峨野観光鉄道SK200形

## アメリカ合衆国の事例
アメリカ合衆国では、1950年代末にシカゴ・ノースウェスタン鉄道（現:メトラ）で、通勤列車の運行合理化の一環として制御客車とディーゼル機関車によるプッシュプル運転が開始されている。当初は推進運転時の脱線を心配する向きもあったものの、結果的には杞憂に終わり、全米の通勤鉄道に広まった。今日でも、メトロノース鉄道のグランド・セントラル駅など、頭端式ホームを有する駅から発着するものをはじめとする通勤路線などで旅客営業運転されている。同路線では、2013年12月2日、ディーゼル機関車が後押しする推進運転中の列車が脱線転覆する事故があったが、事故区間のカーブの制限速度は30 mph (48 km/h)とされているなど通常の列車と変わらない速度で運行されている。中長距離列車を運行するアムトラックでも採用例があり、中にはキーストーン・サービスのように110 mph (180 km/h) という高速で運行されている列車もある。
| アメリカの通勤鉄道における推進運転用客車の例。シカゴのメトラ  |  | アムトラックにおける推進運転用客車の例。パシフィック・サーフライナー号に用いられるサーフライナー客車  |
| アメリカの通勤鉄道における推進運転用客車の例。 シカゴのメトラ |  | アムトラックにおける推進運転用客車の例。 パシフィック・サーフライナー号に用いられるサーフライナー客車 |

## 台湾の事例
阿里山森林鉄路の各路線の列車は、勾配の下側に機関車を連結した編成で運行されており、勾配を上る列車は推進運転を行う。推進運転時に先頭となる車両には前方監視用の乗務員室・前照灯・警笛が設けられ、乗務員室内には非常ブレーキ弁や無線機がある。機関車の制御機能はなく、機関車にも運転士が乗務し、列車先頭と連絡を取りながら運行する。

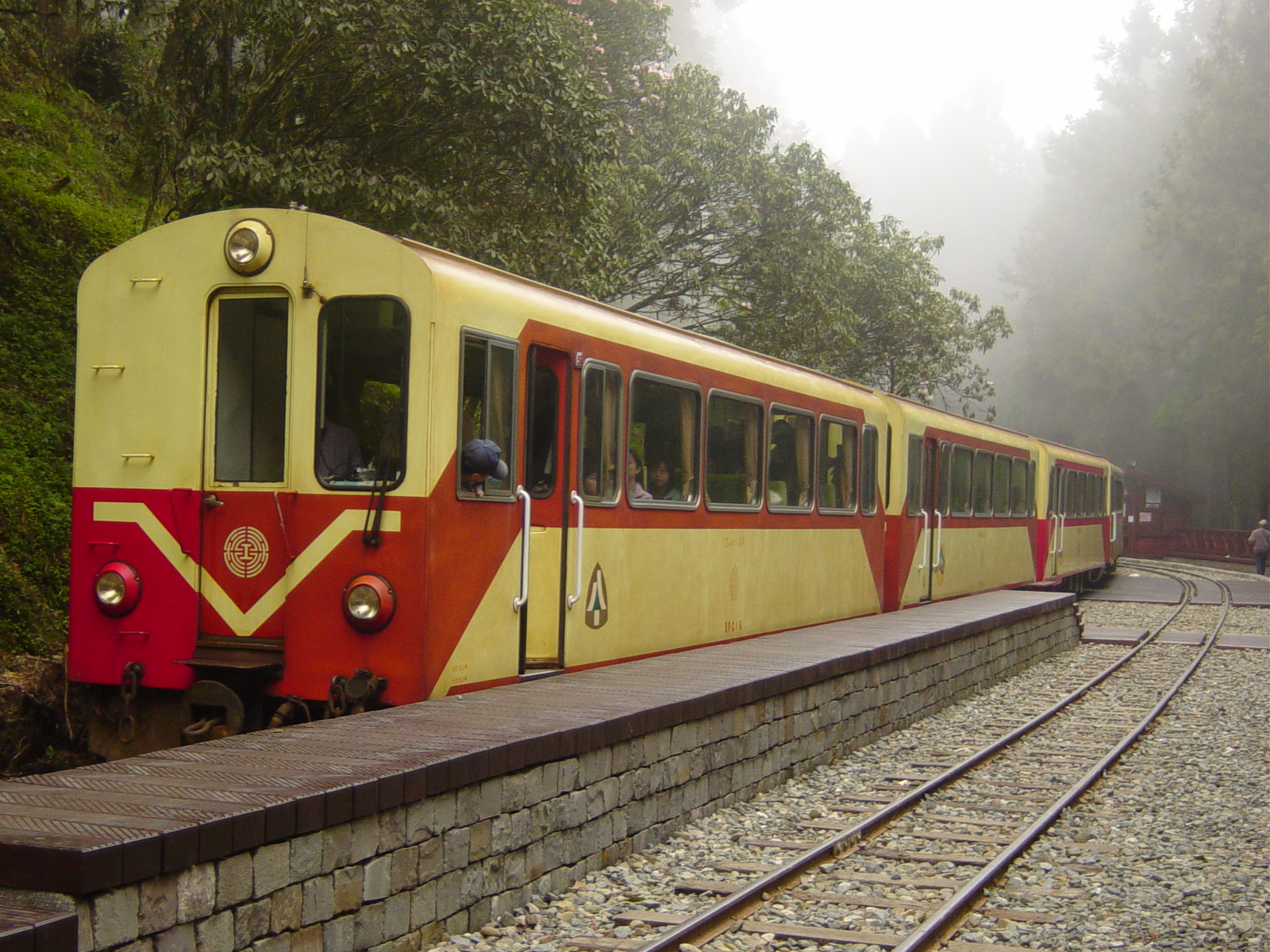
阿里山線の指定席列車「阿里山号」の推進運転用客車
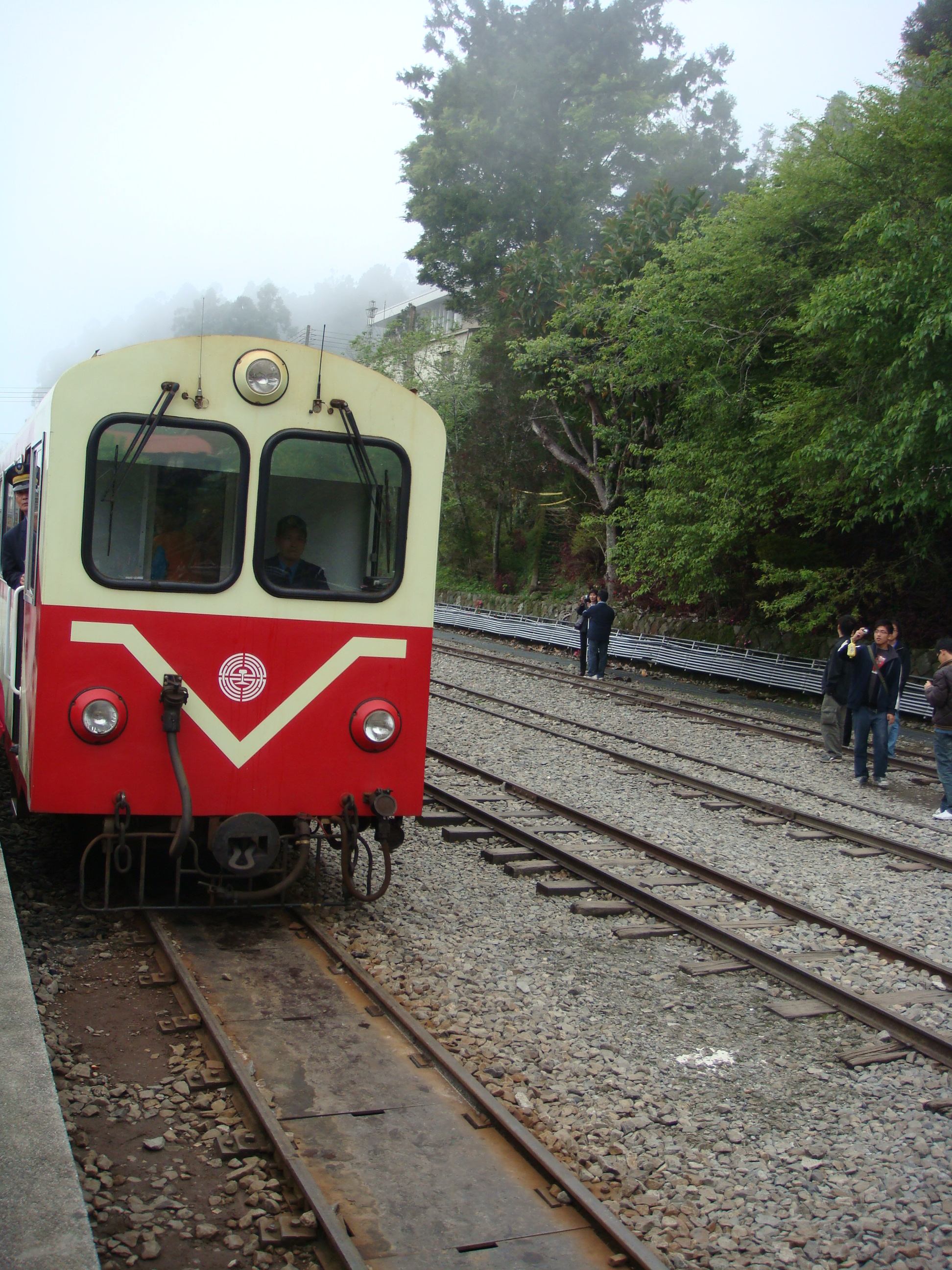
「阿里山号」の推進運転用客車
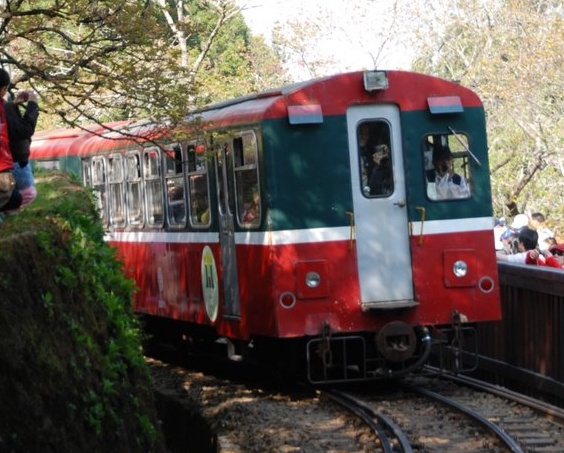
祝山線の推進運転用客車
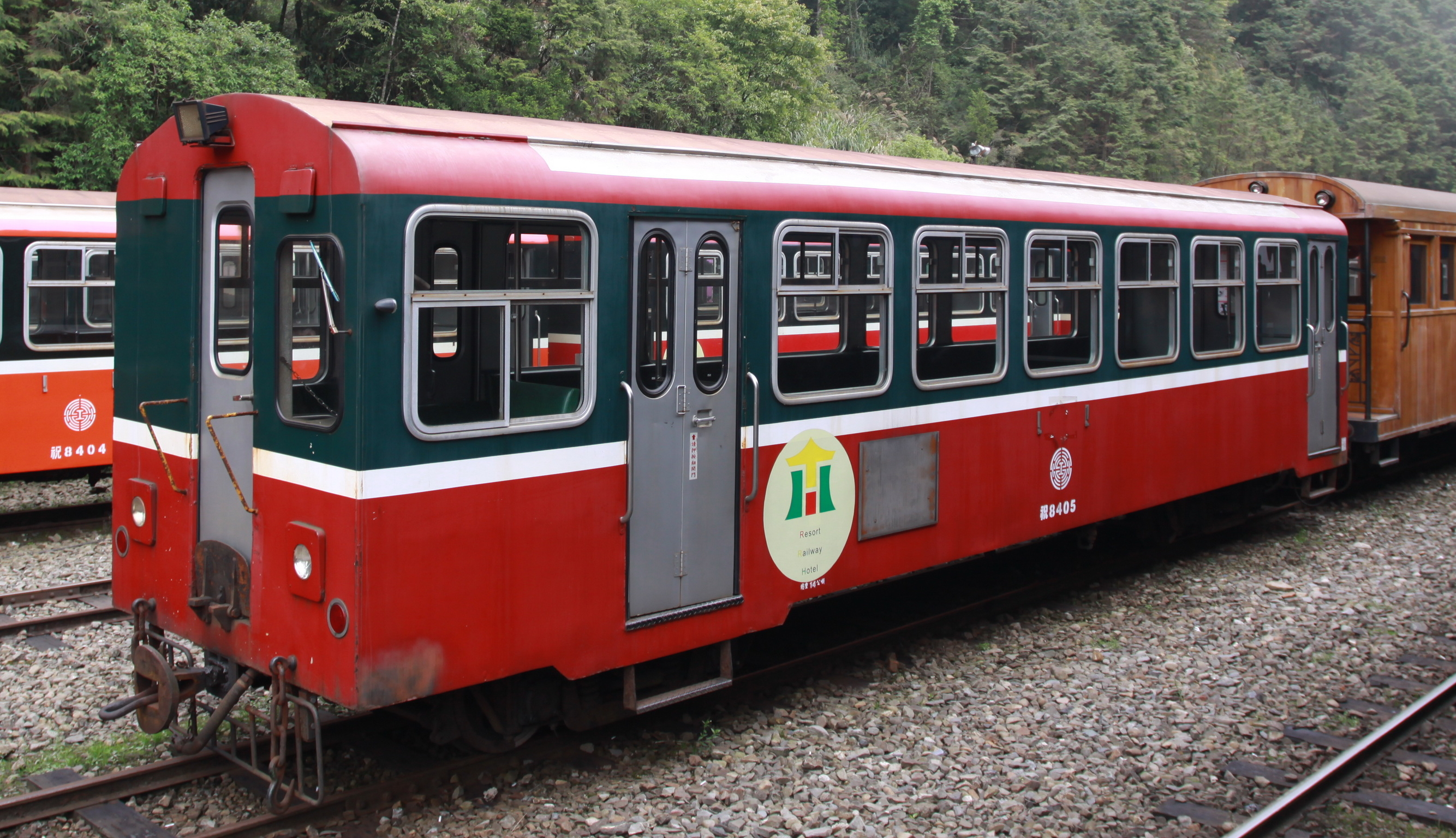
祝山線の推進運転用客車
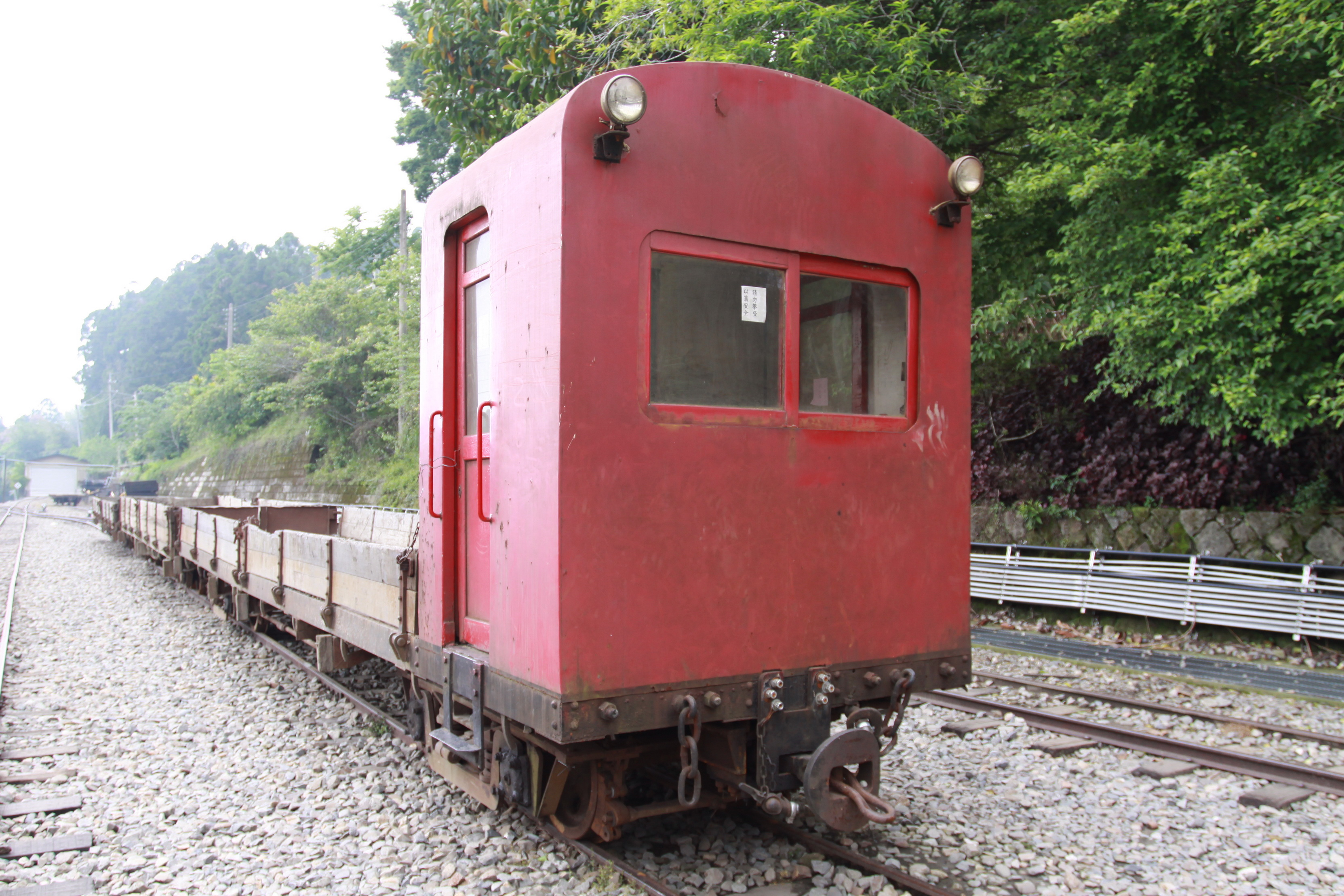
推進運転用の貨車